# Hussitenlieder

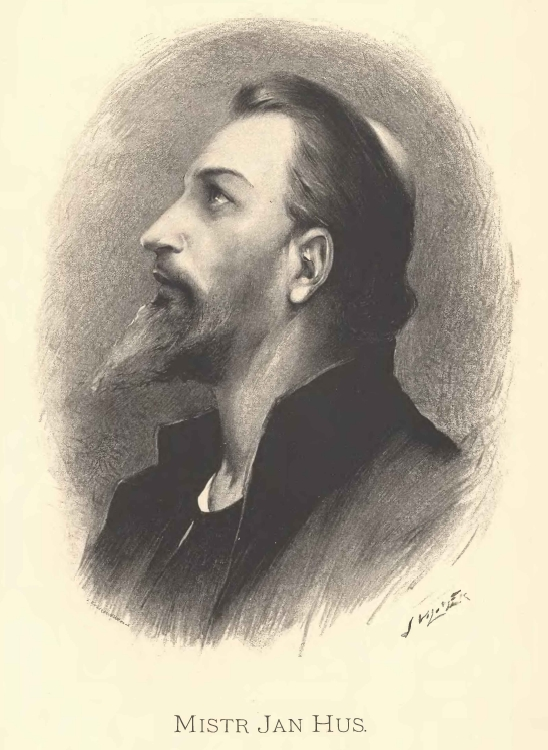
Jan Vilímek: Jan Hus

Hussitenlieder entstanden im 15. Jahrhundert unter dem Einfluss des Hussitentums. Sie sind durch religiöses, geistliches und revolutionäres Gedankengut aus dieser Epoche geprägt. Viele der Lieder wurden direkt von Jan Hus und Jan Čapek verfasst.

## Das Kanzionale von Jistebnice

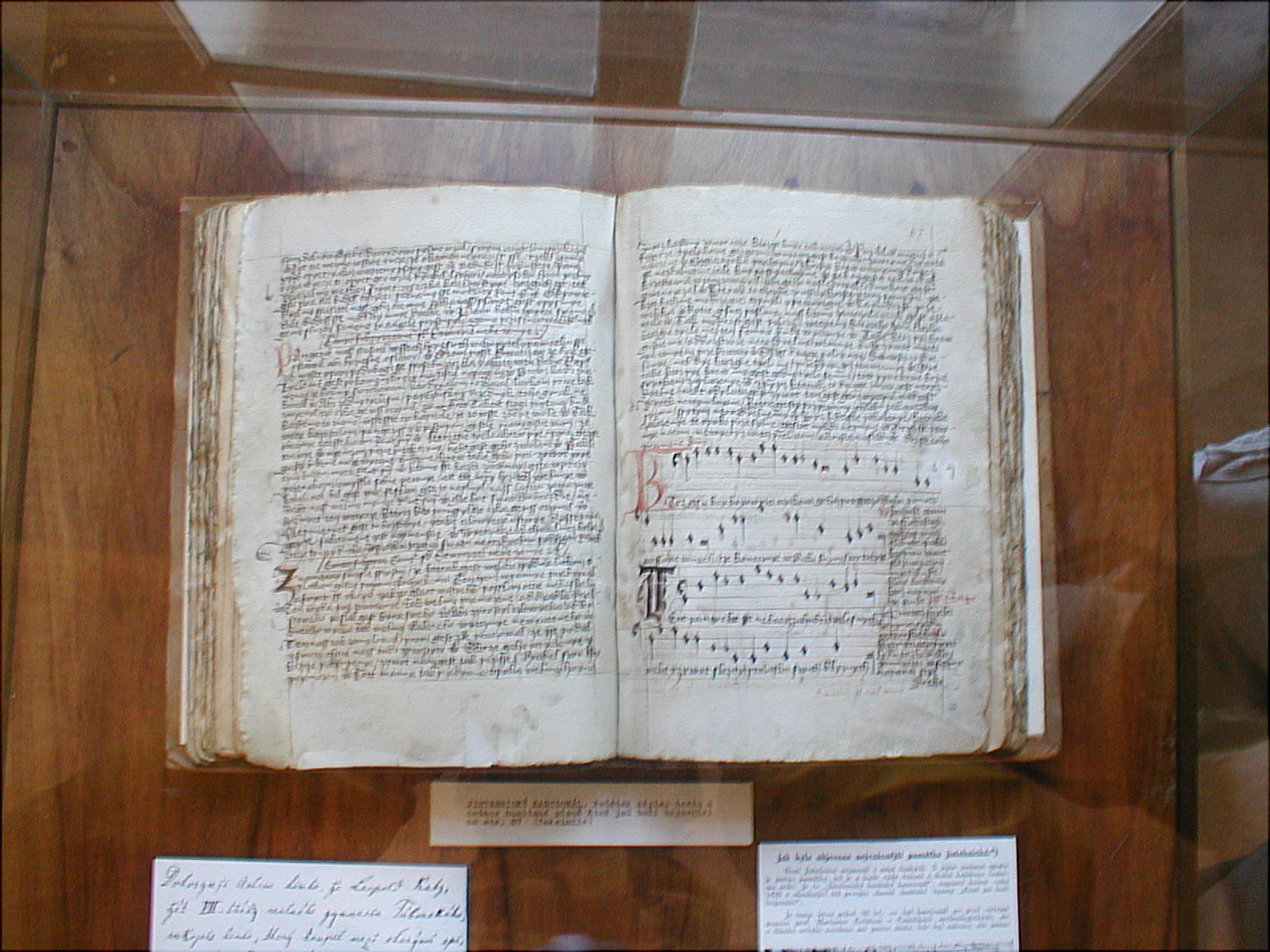
Das Kanzionale von Jistebnice

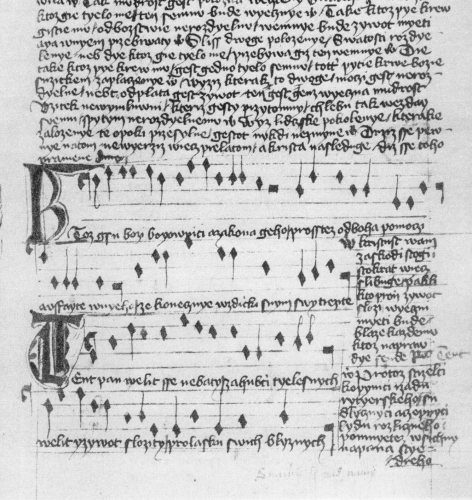
Die, die Gottes-Kämpfer sind

Die wertvollste Sammlung hussitischer Lieder stellt das Kanzionale (Gesangbuch) von Jistebnice (Jistebnický kancionál) dar. Den Inhalt bilden die Kirchenlieder der Prager Partei um Jan Želivský und die Lieder der Taboriten. Neben den sonst üblichen Liedern stehen ältere Texte, tschechische Lieder, lateinische Lieder (Weihnachtslieder), Lieder von Hus, aber auch Messlieder, Lieder über das Altarmysterium, Fest- und Feiertagslieder und schließlich Friedens- und Kriegslieder im Buch. Außer Hus ist nur noch ein bezeugter Verfasser von Liedern bekannt und zwar Jan Čapek. Auf ihn geht die Anregung zurück, auch Kinder Lieder lernen zu lassen.
Die wohl berühmteste Schöpfung des taboritischen Kriegertums wurde das bekannte Lied Ktož jsú boží bojovníci (deutsch Die, die Gottes-Kämpfer sind). Dieses Lied ist zum direkten Symbol der religiösen Erneuerungsbewegung geworden.
| Textauszug | | Übersetzung |
| Ktož jsú boží bojovníci a zákona jeho, prostež od Boha pomoci a úfajte v něho, že konečne vždycky s ním svítězíte! Kristusť vám za škody stojí, stokrát viec slibuje; pak-li kto proň život složí, věčný mieti bude: blaze každému, ktož na pravdě sende. Tenť pán velíť „se nebáti záhubcí tělesných“, velíť „i život složiti pro lásku svých bližních“. | Die, die Gottes-Kämpfer sind und seines Gesetzes, erbittet von Gott Hilfe und hofft auf ihn, daß Ihr am Ende mit ihm siegen werdet! Christus steht Euch für die Schäden, er verspricht hundertmal mehr, wenn jemand für ihn sein Leben hingibt, wird er das ewige haben; selig jeder, der für die Wahrheit stirbt. Dieser Herr befiehlt, „sich nicht vor dem körperlichen Verderben zu fürchten“, er befiehlt, „auch sein Leben hinzugeben aus Liebe für seine Nächsten“. |             |

Ein anderes berühmtes Kriegslied ist Povstaň, povstaň, veliké město Pražske (deutsch Steh auf, steh auf, große Stadt Prag bzw. Erhebe dich, erhebe dich, große Stadt Prag), das unter dem Eindruck der Predigt gegen Kaiser Sigismund in dem Kreise um Jan Želivský (Johann von Seelau) entstanden ist.
| Textauszug | | Übersetzung |
| Povstaň, povstaň, Veliké Město pražské, všeckna říše věrná této země České, rytieřské pohlavie i všeckny moci zemské proti tomu králi babylonskému, ještoť hrozí městu jerusalémskému, pražské obci i mnohému lidu věrnému. | Steh auf, steh auf, grosse Prager Stadt, das ganze Reich ist treu diesem tschechischen Lande, das ritterliche Geschlecht sowie alle irdische Macht, gegen diesen König von Babylonien, denn er droht der Stadt von Jerusalem, der Prager Gemeinde und dem großen Teil der treuen Menschen. |             |

Das hussitische Lied gipfelt in den revolutionären Gesängen, die von den Gläubigen bei ihren Zügen auf die Berge und in den Lagern gesungen wurden. Es war auch Glaubensgewissheit, dass sich Gott auf den Bergen zu erkennen gibt und dass nur auf den Bergen das Volk vor Gottes Zorn bewahrt bleibt. Die Lieder sind von den Ereignissen der Zeit geprägt, von den religiösen Auseinandersetzungen, von Übergriffen seitens der Radikalen, von Klagen über Neuerungen in Religion und Gottesdienst u. a.
Die Instrumentalmusik erlebte damals einen Niedergang, da sie als sündhaft abgelehnt wurde, z. B. waren Orgeln bei den Taboriten nicht zugelassen. Es ist aber das Verdienst von Jan Hus, dass er dem Volk durch das Singen von geistlichen Liedern eine Beteiligung am Gottesdienst ermöglicht hat.

## Das hussitische geistliche Lied
Neben der Predigt beherrschte keine andere literarische Darstellungsform so die stürmische Zeit wie das geistliche Lied. Es wurde von Jan Hus und seinen Anhängern in den Gottesdienst aufgenommen und hat dort seine besondere Pflege gefunden.
Das hussitische geistliche Lied in tschechischer Sprache wurde bei den einzelnen Parteien unterschiedlich bewertet, da noch auch das lateinische Lied damals zu vernehmen war. Jan Hus schuf als erster bewusst Lieder für das Volk und lehrte sie in der Bethlehemskapelle singen. Sein Bemühen wurde verstanden und er fand Nachfolger. Hus selbst sang auch als er auf dem Scheiterhaufen in Konstanz stand und er nochmals aufgefordert wurde, seine Lehren zu widerrufen. Er bekräftigte seine Lehren und fing an geistliche Lieder zu singen. Daraufhin zündete der Henker den Scheiterhaufen an.
An Liedern hat Hus vor allem Jezu Kriste, štědrý kněže (Jesus Kristus, großmütiger Fürst) und Navštěv nás, Kriste žádúcí (Such uns heim, geliebter Christus), ein Adventslied, neu redigiert bzw. neu geschaffen.

## Spottlieder

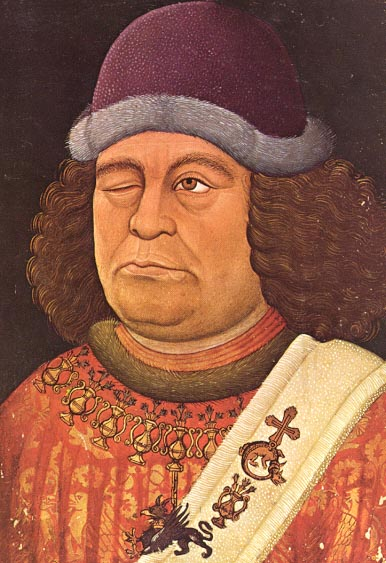
Oswald von Wolkenstein

Hus hatte nicht nur Anhänger und Nachfolger, sondern auch Gegner. In dieser Zeit der Entwicklung des Liedes in tschechischer Sprache und der Unterweisung der breiten Massen im Lesen und Verstehen der Heiligen Schrift konnte die römische Partei in Böhmen nicht untätig zusehen. Sie griff zu den bewährten Mitteln der Satire und Parodie, die auch von der anderen Seite als geistige Waffe benutzt wurden. Spottlieder entstanden unter dem Eindruck bestimmter Ereignisse wie z. B. 1410 anlässlich der angeordneten Verbrennung der Bücher von Wyclif.
In der Hussitenzeit bekämpften sich die Parteien auch mit lateinischen Liedern, z. B. dem Lied gegen Hus Cancio contra Hus et eius fautores omnes attendite. Das Lied preist Karl IV., schmäht die Zeit Wenzels IV., schildert die Verfolgung der Kirche und beschuldigt in allem Jan Hus.
Eines der berühmtesten Spottlieder über Hus hatte Oswald von Wolkenstein geschrieben.
Oswald von Wolkenstein (um 1376–1445) verarbeitete wesentlich zeitnäher in dem ungewöhnlichen Lied Ich hab gehört durch mangen granns (Kl. 27 Ich hab gehört durch manchen Schnabel [= der Gänse oder der edlen Vögel]), dem so genannten Hussitenlied, die politischen Ereignisse um den böhmischen Reformator und die Folgen, die sich aus dessen Lehre ergaben. Oswald verwendet ein Bild aus der Ornithologie (granns/Schnabel) und zielt damit auf den böhmischen Gelehrten ab, denn Hus bedeutet im Tschechischen so viel wie Gans. Diese Übersetzung war bereits den Teilnehmern am Konzil von Konstanz geläufig und für sie negativ besetzt. Die Gegner von Hus verwendeten die Beschreibung deshalb schon zu Beginn des Konzils und verhöhnten den böhmischen Lehrmeister als „Ganskopf“.
Textauszug Strophe 5
| Frühneuhochdeutsch | | Neuhochdeutsch |
| Jy Hußs, nu haßs dich alles laid, und heck dich Lucifer, Pilatus herre! des herberg wirt dir unverßait, wenn du im komßt außs fremden landen ferre; und ißt dir kalt, er macht dir warm, mit ainem bett ßo wirßtu nicht verlaßßen. vil güt geferten, reich und arm, die möchßtu finden auff derßelben ßtraßßen. Wilt du den Wigklöff nicht verlän, ßein ler, die wirt dich haßßen. | Ja, Hus, alles Leid möge dich gehässig verfolgen, und es beiße dich Lucifer, der Gebieter des Pilatus! Seine Behausung steht dir offen, wenn du von weit her aus fremden Ländern kommst; ist dir kalt, so „wärmt“ er dich; um ein Bett mußt du dir keine Sorgen machen. Vielen lieben Kameraden, reich oder arm, wirst du auf diesem Pfad begegnen. Läßt du nicht von Wyclif ab, so wird seine Lehre in Hass gegen dich umschlagen. |                |

Das zweite Hussitenlied Oswalds mit der Nummer Kl. 134, kann man in die Zeit nach der letzten vernichtenden Niederlage gegen die Hussiten in der Schlacht bei Taus im Jahre 1431 datieren.
| Frühneuhochdeutsch | | Neuhochdeutsch |
| Nach crißti gepurt vierczehen hundert iar vnd aynsunddreißßig iar an ßand ypoliti tag geßchach eyn erloße flucht aus peham… Got mus fur vns vechten ßulln dy hußßen vergan von herren rittern vnd von knechten ist ez vngetan ßy kunnen nur vil trachten da ißt gar lüczl an daz macht den ßlechten herczen gar argen poßen wan | Im Jahr 1431 nach Christi Geburt am Sankt Hippolytstag kam es zu einer unehrenhaften Flucht aus Böhmen… Gott möge für uns kämpfen, wenn die Hussiten verderben sollen! Die Herren, Ritter und Knappen unterlassen dies. Sie fassen bloß große Pläne, doch die helfen nichts, was in den aufrichtigen Herzen ganz Schlimmes befürchten lässt! |                |